# Ґенерація '45 (Уругвай)
.

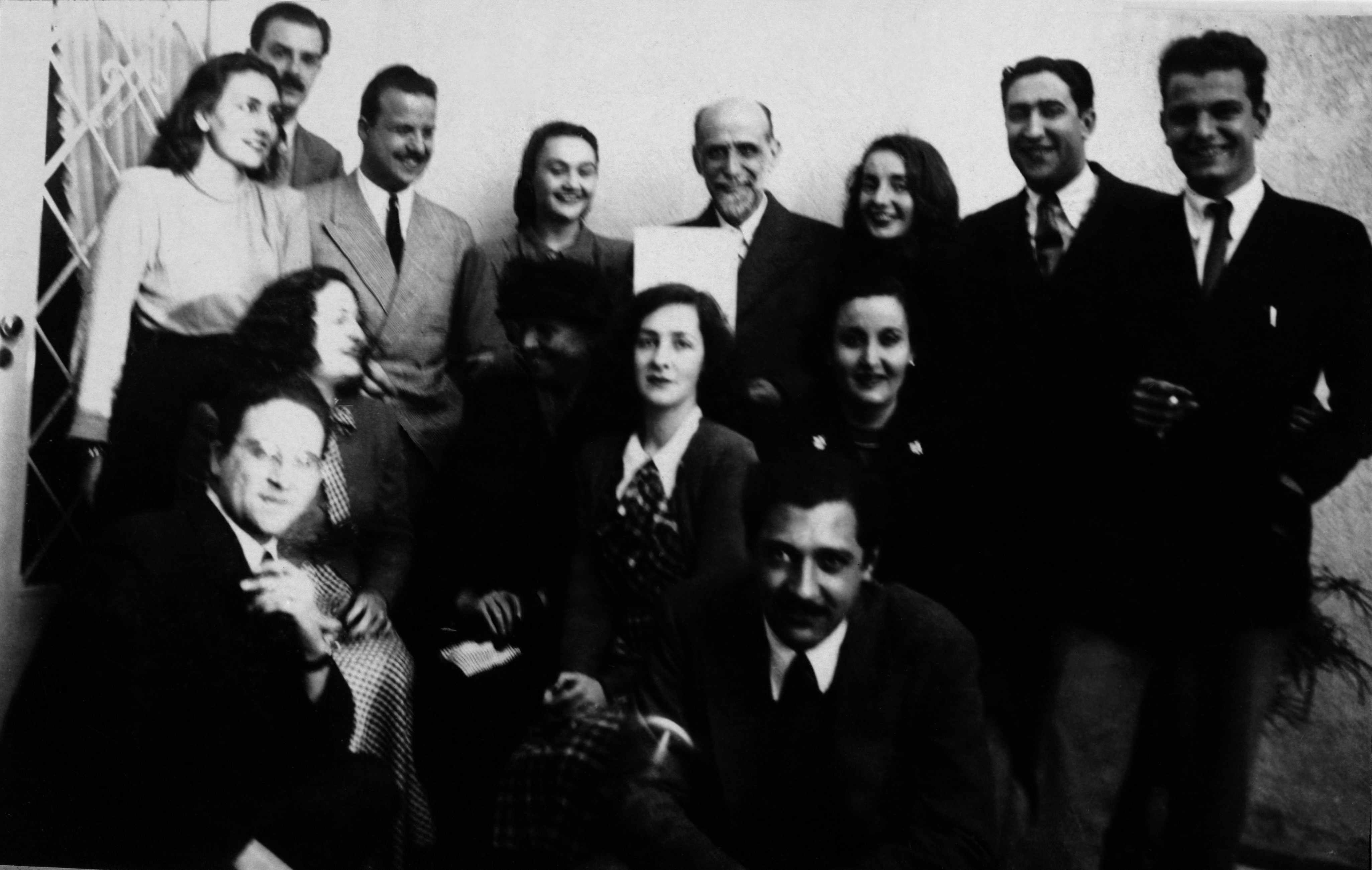
Покоління '45 приймає Хуана Рамона Хіменеса. Зліва направо стоять: Марія Зулема Сільва Віла, Мануель Артуро Клапс, Карлос Маґґі, Марія Інес Сільва Віла, Хуан Рамон Хіменес, Ідея Віларіньо, Емір Родріґес Монеґал, Анхель Рама. Сидять: Хосе Педро Діас, Аманда Беренґер, Зенобія Камтрубі, Іда Вітале, Ельда Лаго, Мануель Флорес Мора

Ґенерація '45 (ісп. Generación del 45) — це група письменників, переважно з Уругваю, які мали помітний вплив на літературноме та культурне життя своєї країни та регіону. Назва походить від того, що кар'єра цих діячів розпочалася переважно між 1945 і 1950.

## Письменники
Серед письменників, які належали до цієї групи, були Хуан Карлос Онетті, Мануель Флорес Мора, Маріо Бенедетті, Саранді Кабрера, Карлос Мартінес Морено, Анхель Рама, Карлос Реаль де Азуа, Карлос Маґґі, Альфредо Гравіна, Маріо Арреґі, Аманда Беренґер, Умберто Меґґет, Марія Інес Сільва Віла, Тола Інверніцці, Емір Родріґес Монеґал, Маурісіо Мюллер, Іда Вітале, Ідея Віларіньйо, Гладіс Кастельвеккі, Хосе Педро Діас, Лібер Фалько, Карлос Бренді, Марія де Монсеррат, Ґізельда Зані, Армонія Сомерс, Хуан Кунья, Домінґо Бордолі.